# XXII millennio a.C.
Il XXII millennio a.C. inizia il 1º gennaio dell'anno 22000 a.C. e termina il 31 dicembre dell'anno 21001 a.C. incluso.

## Avvenimenti
- Mesoamerica: Civiltà di Tlapacoya (Messico), secondo la Cronologia di Piña Chán.

## Invenzioni, scoperte, innovazioni
- Europa: Arte gravettiana - Figure d'animali con curvature cervico-dorsale sinuosa, periodo dal 22000 a.C. al 19000 a.C. (Grotta di Cussac, Le Buisson-de-Cadouin, Francia).
- Medio Oriente: attestato il consumo di cereali e frumento in questa zona del loro areale a partire da quest'epoca.